# Argentinochondria patagonensis
Argentinochondria patagonensis – gatunek widłonoga z rodziny Chondracanthidae; jedyny przedstawiciel rodzaju Argentinochondria.

## Systematyka
Gatunek i rodzaj opisali w 2003 roku biolodzy Jorge A. Etchegoin, Juan T. Timi i Norma H. Sardella. Okazy typowe zostały pozyskane z ryby Genypterus brasiliensis złowionej w zatoce Golfo San Jorge w Patagonii w Argentynie. W tym samym roku José Luis Luque i Dimitri Ramos Alves opisali gatunek Pseudolernentoma brasiliensis na podstawie okazów pozyskanych z ryb Genypterus brasiliensis złowionych u wybrzeży stanu Rio de Janeiro w południowo-wschodniej Brazylii. W 2007 roku P. brasiliensis został uznany za młodszy synonim A. patagonensis.